# Надаб (Арад)
Надаб (рум. Nadab) насеље је у Румунији у жупанији Арад у граду Кишинеу-Криш. Место се налази на надморској висини од 94 m.

## Историја
Иконостас у православном храму је осликао 1792. године Стефан Тенецки из Арада.

## Становништво
Према подацима из 2002. године у насељу је живело 1787 становника.

### Попис2002.
| Расподела становништва по националности 2002.‍ | Расподела становништва по националности 2002.‍ | Расподела становништва по националности 2002.‍ | Расподела становништва по националности 2002.‍ | Расподела становништва по националности 2002.‍ |
| --------------------------------------------- | --------------------------------------------- | --------------------------------------------- | --------------------------------------------- | --------------------------------------------- |
|                                               |                                               |                                               |                                               |                                               |
| Румуни                                        | Румуни                                        |                                               | 1.565                                         | 87,6%                                         |
| Мађари                                        | Мађари                                        |                                               | 11                                            | 0,6%                                          |
| Роми                                          | Роми                                          |                                               | 210                                           | 11,8%                                         |